# 9146 Туліков
9146 Туліков (9146 Tulikov) — астероїд головного поясу, відкритий 16 грудня 1976 року.
Тіссеранів параметр щодо Юпітера — 3,483.